# Batbayan
Pour les articles homonymes, voir Bayan (homonymie) et Bezmer.
Batbayan, Bayan ou Boyan, aussi Bezmir, Bezmès, Bayar, ou Bezmer, l'Inlassade ou le Riche (VIIe siècle), (khan Bezmer - règne de 665 à 671), est un prince proto-bulgare de la dynastie des Doulo, khan des Proto-Bulgares Koutrigoures de l'Ancienne Grande Bulgarie.
Après la mort du khan Koubrat vers 665, ses cinq fils se séparent, chacun entrainant derrière lui une partie des Proto-Bulgares. Batbayan - l'aîné - resta sur les terres de son père et pris la tête de la principale tribu proto-bulgare, dont était issue son père : les Koutrigoures, au nord du mer Noire. Mais il fut rapidement soumis par les Khazars et le territoire de la Grande Bulgarie fut intégrée dans leur khaganat. L'État bulgare fut alors déplacé vers l'ouest.

## Sources
- Christian Settipani, Continuité des élites à Byzance durant les siècles obscurs. Les Princes caucasiens et l'Empire du VIe au IXe siècle, 2006 [détail des éditions].